# Pyrénées-Orientales
Pyrénées-Orientales (katalonsko Pirineus Orientals, okcitansko Pirenèus Orientals, oznaka 66) je francoski departma ob  Sredozemskem morju in meji z Andoro in Španijo, imenovan po Pirenejih. Glavno mesti je Perpignan. Departma je del regije Oksitanije.

## Zgodovina
Departma je bil ustanovljen v času francoske revolucije 4. marca 1790 iz nekdanje province Roussillon (večji del) in majhnega dela Languedoca - Fenouillèdes.
Leta 1258 je bila z mirovnim sporazumom v Corbeilu dosežena meja med francosko monarhijo in Aragonijo, s katero je Roussillon ostal na južni strani. S kasnejšim Pirenejskim sporazumom iz leta 1659 je Roussillon z izjemo enklave Llívije bil pripojen Franciji.
Španija je zasedla departma v aprilu 1793, vendar ga je Franciji uspelo vrniti trinajst mesecev kasneje po bitki pri kraju Peyrestortes.

## Geografija
Pyrénées-Orientales (Vzhodni Pireneji) ležijo na jugu regije Languedoc-Roussillon ob meji z Andoro in Španijo, ob Lionskem zalivu. Na severu meji na departma Aude, na jugu s Španijo, na zahodu pa na Andoro in departma regije Jug-Pireneji Ariège.